# Bouzemmour
Bouzemmour  (in arabo بوزمور‎?) è un centro abitato e comune rurale del Marocco situato nella provincia di Essaouira, regione di Marrakech-Safi. Conta una popolazione di 5 874 abitanti (censimento 2014).